# Raymond Mason
Raymond Grieg Mason (Birmingham, 1922-París, 13 de febrero de 2010) fue un escultor británico residente en Francia.

## Datos biográficos
- 1937 : Inició sus estudios en la Escuela de Arte de Birmingham, con el profesor William Bloye,
- 1942 : Entró como bolsista real en el Royal College of arts de Londres (durante un curso), posteriormente en la escuela Ruskin de dibujo y bellas artes de Oxford y la escuela Slade, Londres.
- 1946 : se instaló en París. Allí fue amigo del científico Maurice Wilkins, ganador del Premio Nobel
- 1949 : Expuso en el Salon des réalités nouvelles.Se centró en el estudio de la figura humana influido por  Giacometti.
- 1952 : Raymond Mason comenzó su trabajo en bajorrelieve. « L'homme dans la rue » marca el inicio real de su obra.
- 1953 : Nuevos bajorrelieves : « Place st germain » ; « Tramway de Barcelone ».
- 1957 : « Place de l'opéra »
- 1958 : « Bd St germain ».
- 1962-1965 : Una larga serie de escenas de la calle encuentran su apogeo en "La foule", escultura con 99 personajes.
- 1969-1971 : « Le départ des fruits et légumes du cœur de Paris, le 28 février 1969 ».
La salida de las frutas y verduras del corazón de París , el 28 de febrero de 1969.
- 1975-1977 : « Une tragédie dans le nord », presentado en la Bienal de Venecia.
- 1980-1982 : « Les vendangeurs ».
- 1982 : Retrospectiva Arts Council de Londres .
- 1985 : Retrospectiva Centre Pompidou París.
- 2000 : Retrospectiva Museo Maillol de París.
- 2002: Fue condecorado con la Orden del Imperio Británico (OBE) por sus servicios a la escultura y con los New Year Honours de 2002 a las relaciones anglo-francesas .

- 2010 : Raymond Mason murió el 13 de febrero de 2010.[2]

## Obras
Masson empleó el bajorrelieve como forma escultórica predominante en su producción artística. También trajo el color a sus esculturas: "Una escultura es inerte, mi meta es hacer que esté viva y sea vigente. Hago mis composiciones tan dinámicas como puedo y las coloreo porque quiero que gusten y que susciten el diálogo entre las personas. "Raymond Mason.
Es conocido por sus esculturas de personas amontonadas hechas de barro, con obras de McGill College Avenue en Montreal, las Tullerías, en París; en Georgetown (Washington D. C.) y en la Madison Avenue, Nueva York. Su controvertido trabajo de 1991, Forward! en la Centenary Square de Birmingham fue destruido por el fuego el 17 de abril de 2003. La estatua llevaba una referencia ala ADN ("el secreto de la vida") en conexión con Maurice Wilkins, que fue al colegio en Birmingham y trabajó en la Universidad de Birmingham.